# Saint-Projet-Saint-Constant
Saint-Projet-Saint-Constant is een plaats en voormalige gemeente in het Franse departement Charente (regio Nouvelle-Aquitaine) en telt 1016 inwoners (2004). De plaats maakt deel uit van het arrondissement Angoulême. Saint-Projet-Saint-Constant is op 1 januari 2019 gefuseerd met de gemeente La Rochefoucauld tot de gemeente La Rochefoucauld-en-Angoumois. 

## Geografie
De oppervlakte van Saint-Projet-Saint-Constant bedraagt 16,8 km², de bevolkingsdichtheid is 60,5 inwoners per km².
De onderstaande kaart toont de ligging van Saint-Projet-Saint-Constant met de belangrijkste infrastructuur en aangrenzende gemeenten.

## Demografie
Onderstaande figuur toont het verloop van het inwonertal (bron: INSEE-tellingen).